# Lingue siouan
Le lingue siouan (o siouan-catawban o, semplicemente, sioux) sono una famiglia linguistica di lingue native americane parlate in Canada e negli Stati Uniti d'America.

## Distribuzione geografica
Le lingue siouan sono parlate oggi soprattutto nelle Grandi Pianure degli Stati Uniti e del Canada, con qualche estensione (un tempo molto maggiore) anche verso la parte orientale del continente.
Secondo i dati del censimento canadese del 2011, i madrelingua siouan sono 4.425, stanziati in prevalenza nell'Alberta e nel Manitoba.

## Classificazione
Questa famiglia era una volta definita semplicemente sioux, cosa che costituiva inevitabilmente fonte di confusione, mentre oggi molti preferiscono definirla siouan-catawban, ad indicare come le lingue, ormai estinte, dei Catawba e dei Woccon, costituiscano una ramificazione a parte della famiglia linguistica.
Alcuni linguisti raggruppano le lingue siouan con le lingue caddoan, quelle irochiane e la lingua yuchi in un ceppo superiore denominato macro-sioux, ma questa ipotesi non appare ancora sufficientemente suffragata dalla linguistica delle tribù indiane d'America e non è comunque fatta propria dal SIL International.
Secondo Douglas R. Parks e Robert L. Rankin, la famiglia linguistica siouan o siouan-catawban è costituita da numerose lingue e dialetti organizzati in due grandi gruppi, a loro volta suddivisi secondo l'ordine sotto-indicato:
- Lingue catawban (†)
  - Lingua catawba (ISO 639-3: chc) estinta[6]
  - Lingua woccon (ISO 639-3:xwc), estinta[6]
- Lingue siouan (propriamente dette)
  - (Gruppo) Fiume Missouri (Missouri River)
    - Lingua crow (ISO 639-3: cro)
    - Lingua hidatsa (ISO 639-3: hid)

  - (Gruppo) Mandan (†)
    - Lingua mandan (ISO 639-3: mhq), estinta[7]
      - Dialetto Nuptare
      - Dialetto Neutare

  - (Gruppo) Valle del Mississippi (Mississippi Valley)
    - (Sottogruppo) Sioux-Assiniboine-Stoney (chiamato anche: dakotan, dakota, sioux)
      - Lingua sioux (chiamata anche dakota-lakota)
        - Dialetto santee-sisseton (chiamato anche: dakota, dakod)[8]
        - Dialetto yankton-yanktonai (chiamato anche, come il precedente: dakota, dakod)[8]
        - Dialetto lakota (chiamato anche: lakol) (ISO 639-3: lkt)

      - Lingua assiniboine (chiamata anche: assiniboin, nakota, nakoda, nakona) (ISO 639-3: asb)
      - Lingua stoney (chiamata anche: stony, nakoda) (ISO 639-3: sto)
      - (?) Lingua michigamea (o mitchigamea) (ISO 693-3: cmm), estinta in tempo remoti[9]

    - (Sottogruppo) Chiwere (†)
      - Lingua Chiwere (chiamata anche: iowa-oto-missouri) (ISO 639-3: iow), estinta (1996[6])
        - Dialetto iowa
        - Dialetto oto
        - Dialetto missouria

    - (Sottogruppo) Winnebago
      - Lingua winnebago (detta anche: ho-chunk) (ISO 639-3: win)

    - (Sottogruppo) Dhegiha
      - Lingua omaha-ponca (ISO 639-3: oma)
        - Dialetto omaha
        - Dialetto ponca

      - Lingua Kansa-Osage
        - Dialetto kansa (chiamato anche: kanze, kaw, konze) (ISO 639-3: ksk) estinto[10]
        - Dialetto osage (ISO 639-3: osa), quasi estinto[6]

      - Lingua quapaw (detta anche: arkansas, alkansea, capa, ogaxpa) (ISO 639-3: qua), estinta[6]

  - (Gruppo) Valle dell'Ohio (Ohio Valley) (†)
    - (Sottogruppo) Siouan della Virginia (Virginia Siouan)
      - Lingua tutelo[11]
      - Lingua saponi[11]
      - Lingua moniton
      - Lingua occaneechi

    - (Sottogruppo) Siouan del Mississippi (Mississippi Siouan)
      - Lingua biloxi (ISO 639-3: bll) estinta[12]
      - Limgua ofo (ISO 639-3: ofo) estinta[13]